# Persone di nome Fernand
| Questa pagina contiene informazioni ricavate automaticamente dalle voci biografiche con l'ausilio del template Bio e di un bot. L'aggiornamento è periodico e automatico e ricostruisce completamente la pagina. Se manca una persona in questa lista, sei pregato di non aggiungerla, ma accertati piuttosto che la sua voce biografica contenga il template Bio e che i dati anagrafici siano correttamente compilati. Se il template Bio manca, inseriscilo tu stesso o, in alternativa, metti l'avviso {{tmp\|Bio}} che ne segnala la mancanza. Se i dati riportati sono sbagliati, correggi direttamente la voce biografica; le modifiche saranno visibili in questa lista entro pochi giorni. Per chiarimenti vedi il progetto antroponimi. La lista contiene solo le 79 persone che sono citate nell'enciclopedia e per le quali è stato implementato correttamente il template Bio. Pagina aggiornata al 16 ott 2024. |

Questa è una lista di persone presenti nell'enciclopedia che hanno il prenome Fernand, suddivise per attività principale.

## Allenatori di calcio(2)
- Fernand Jaccard, allenatore di calcio e calciatore svizzero (La Chaux-de-Fonds, n. 1907 - † 2008)
- Fernand Jeitz, allenatore di calcio e ex calciatore lussemburghese (Lussemburgo, n. 1945)

## Altisti(1)
- Fernand Djoumessi, ex altista camerunese (Dschang, n. 1989)

## Architetti(2)
- Fernand Pouillon, architetto francese (Cancon, n. 1912 - Belcastel, † 1986)
- Fernand de Montigny, architetto, schermidore e hockeista su prato belga (Anzegem, n. 1885 - Anversa, † 1974)

## Arcivescovi cattolici(1)
- Fernand Franck, arcivescovo cattolico lussemburghese (Esch-sur-Alzette, n. 1934)

## Astisti(1)
- Fernand Gonder, astista francese (Bordeaux, n. 1883 - Rochefort, † 1969)

## Astronomi(3)
- Fernand Baldet, astronomo francese (n. 1885 - † 1964)
- Fernand Courty, astronomo francese (n. 1862 - † 1921)
- Fernand Rigaux, astronomo belga (n. 1905 - † 1962)

## Attori(4)
- Fernand Gravey, attore belga (Ixelles, n. 1905 - Parigi, † 1970)
- Fernand Herrmann, attore francese (Parigi, n. 1886 - † 1925)
- Fernand Ledoux, attore francese (Tienen, n. 1897 - Villerville, † 1993)
- Fernand Sardou, attore, cantante e comico francese (Avignone, n. 1910 - Tolone, † 1976)

## Calciatori(12)
- Fernand Brunel, calciatore francese (Lunel, n. 1907 - † 1927)
- Fernand Buyle, calciatore belga (Molenbeek-Saint-Jean, n. 1918 - † 1992)
- Fernand Canelle, calciatore francese (Parigi, n. 1882 - Rueil-Malmaison, † 1951)
- Fernand Desrousseaux, calciatore francese (Costantina, n. 1885 - † 1956)
- Fernand Faroux, calciatore francese (Les Lilas, n. 1887 - † 1918)
- Fernand Goyvaerts, calciatore belga (Mechelen, n. 1938 - Bruges, † 2004)
- Fernand Massip, calciatore francese (Parigi, n. 1884 - Abbeville, † 1958)
- Fernand Mayembo, calciatore congolese (Repubblica del Congo) (Brazzaville, n. 1996)
- Fernand Nisot, calciatore belga (Bruxelles, n. 1895 - Putte, † 1973)
- Fernand Schammel, calciatore lussemburghese (Lussemburgo, n. 1923 - Lussemburgo, † 1961)
- Fernand Wertz, calciatore belga (Dolhain, n. 1894 - † 1971)
- Fernand Lorphèvre, calciatore belga (Ixelles, n. 1895)

## Cestisti(4)
- Fernand Bergmann, cestista svizzero (n. 1904)
- Fernand Guillou, cestista francese (Montoire-sur-le-Loir, n. 1926 - Antony, † 2009)
- Fernand Prudhomme, cestista francese (Parigi, n. 1916 - Antony, † 1993)
- Fernand Rossius, cestista e dirigente sportivo belga (Liegi, n. 1922 - Liegi, † 2006)

## Ciclisti su strada(9)
- Fernand Augereau, ciclista su strada francese (Naintré, n. 1882 - Combrée, † 1958)
- Fernand Canteloube, ciclista su strada francese (Aubervilliers, n. 1900 - Créteil, † 1976)
- Fernand Cornez, ciclista su strada e ciclocrossista francese (Parigi, n. 1907 - Saint-Avertin, † 1997)
- Fernand Etter, ciclista su strada francese (Belfort, n. 1941 - Clichy, † 1997)
- Fernand Fayolle, ciclista su strada e ciclocrossista francese (La Motte-d'Aveillans, n. 1904 - Malaussène, † 1997)
- Fernand Picot, ciclista su strada francese (Pontivy, n. 1930 - Noyal-Pontivy, † 2017)
- Fernand Saivé, ciclista su strada e pistard belga (Dison, n. 1900 - Anderlecht, † 1981)
- Fernand Van Rymenant, ciclista su strada e ciclocrossista belga (Aarschot, n. 1943 - Lovanio, † 2011)
- Fernand Wambst, ciclista su strada e pistard francese (Colombes, n. 1912 - Blois, † 1969)

## Danzatori(1)
- Fernand Nault, ballerino e coreografo canadese (Montréal, n. 1920 - Montréal, † 2006)

## Drammaturghi(2)
- Fernand Crommelynck, drammaturgo, attore e sceneggiatore belga (Parigi, n. 1886 - Saint-Germain-en-Laye, † 1970)
- Fernand Nozière, commediografo e giornalista francese (Parigi, n. 1874 - Pau, † 1931)

## Esploratori(1)
- Fernand Foureau, esploratore e geografo francese (Saint-Barbant, n. 1850 - Parigi, † 1914)

## Fisici(1)
- Fernand de Montessus de Ballore, geofisico francese (Dompierre-sous-Sanvignes, n. 1851 - Santiago del Cile, † 1923)

## Generali(2)
- Fernand Gambiez, generale e storico francese (Lilla, n. 1903 - Parigi, † 1989)
- Fernand de Langle de Cary, generale francese (Lorient, n. 1849 - Pont-Scorff, † 1927)

## Ginnasti(2)
- Fernand Fauconnier, ginnasta francese (n. 1890 - † 1940)
- Fernand Ravoux, ginnasta francese (Cambrai, n. 1876 - Cambrai, † 1950)

## Giocatori di curling(1)
- Henri Cournollet, giocatore di curling francese (Villers-sur-Mer, n. 1882 - Rheims, † 1971)

## Giuristi(2)
- Fernand De Visscher, giurista e archeologo belga (Gand, n. 1885 - Herent, † 1964)
- Fernand Labori, giurista francese (Reims, n. 1860 - Parigi, † 1917)

## Linguisti(1)
- Fernand Desonay, linguista belga (Verviers, n. 1899 - Lavacherie, † 1973)

## Organisti(1)
- Fernand de La Tombelle, organista e compositore francese (Parigi, n. 1854 - Castelnaud-la-Chapelle, † 1928)

## Pallanuotisti(4)
- Fernand Bettens, pallanuotista belga (Bruxelles, n. 1907)
- Fernand Feyaerts, pallanuotista e nuotatore belga (Saint-Josse-ten-Noode, n. 1882 - Bruxelles, † 1927)
- Fernand Isselé, pallanuotista belga (Bruges, n. 1915 - † 1994)
- Fernand Moret, pallanuotista svizzero (n. 1905 - Ginevra, † 1982)

## Pistard(1)
- Fernand Decanali, pistard francese (Marsiglia, n. 1925 - Marsiglia, † 2017)

## Pittori(4)
- Fernand Allard l'Olivier, pittore e illustratore belga (Tournai, n. 1883 - Yanongé, † 1933)
- Fernand Khnopff, pittore belga (Grembergen-lez-Termonde, n. 1858 - Bruxelles, † 1921)
- Fernand Pelez, pittore francese (Parigi, n. 1848 - Parigi, † 1913)
- Fernand Piet, pittore francese (Parigi, n. 1869 - Parigi, † 1942)

## Poeti(1)
- Fernand Gregh, poeta francese (Parigi, n. 1873 - Parigi, † 1960)

## Politici(3)
- Fernand Bouisson, politico francese (Costantina, n. 1874 - Antibes, † 1959)
- Fernand de Brinon, politico, giornalista e avvocato francese (Libourne, n. 1885 - Montrouge, † 1947)
- Fernand Etgen, politico lussemburghese (Ettelbruck, n. 1957)

## Presbiteri(1)
- Fernand Portal, presbitero francese (Laroque, n. 1855 - Parigi, † 1926)

## Progettisti(1)
- Fernand Picard, progettista francese (Chennevières-sur-Marne, n. 1906 - Montfort-l'Amaury, † 1993)

## Rugbisti a 15(1)
- Fernand Cazenave, rugbista a 15, allenatore di rugby a 15 e dirigente sportivo francese (Bérenx, n. 1924 - Mont-de-Marsan, † 2005)

## Schermidori(3)
- Fernand Bosmans, schermidore belga (Ixelles, n. 1883 - † 1960)
- Fernand Jourdant, schermidore francese (Flers, n. 1903 - Tolosa, † 1956)
- Fernand Thiébaud, schermidore svizzero (n. 1906 - Bôle, † 1997)

## Sindacalisti(1)
- Fernand Pelloutier, sindacalista e anarchico francese (n. 1867 - † 1901)

## Sollevatori(1)
- Fernand Arnout, sollevatore francese (Parigi, n. 1899 - Parigi, † 1974)

## Storici(1)
- Fernand Braudel, storico francese (Luméville-en-Ornois, n. 1902 - Cluses, † 1985)

## Teologi(1)
- Fernand Cabrol, teologo e abate francese (Marsiglia, n. 1855 - Farnborough, † 1937)

## Velocisti(1)
- Fernand Halbart, velocista belga (Ixelles, n. 1882 - Bruxelles, † 1952)

## Vescovi cattolici(1)
- Fernand Joseph Cheri, vescovo cattolico statunitense (New Orleans, n. 1952 - New Orleans, † 2023)

## Zoologi(1)
- Fernand Lataste, zoologo francese (Cadillac, n. 1847 - Bordeaux, † 1934)